# 경우
경우(景祐, 1034년 ~ 1038년 11월)는 북송 인종(仁宗) 조정(趙禎)의 세번째 연호이다. 4년 11개월 가량 사용하였다.

## 개원
- 명도(明道) 2년 12월 25일[1](1034년 1월 18일)에 연호를 경우(景祐)로 정하고, 다음 해 1월 1일[2](1034년 1월 23일)에 개원함.[3][4][5][6]

- 경우(景祐) 5년 11월 18일[7](1038년 12월 16일)에 연호를 보원(寶元)으로 개원함.[3][8][5][6]

## 연대 대조표
| 경우       | 원년           | 2년        | 3년        | 4년        | 5년        |
| 서기(西紀) | 1034년         | 1035년     | 1036년     | 1037년     | 1038년     |
| 간지(干支) | 갑술(甲戌)     | 을해(乙亥) | 병자(丙子) | 정축(丁丑) | 무인(戊寅) |
| 요(遼)     | 중희(重熙) 3년 | 4년        | 5년        | 6년        | 7년        |

## 동시대 연호

### 중국
요(遼)
- 중희(重熙) (1032년 ~ 1055년)

대리국(大理國)
- 정치(正治) (1027년 ~ 1041년)

서하(西夏)
- 현도(顯道) (1032년 ~ 1034년)
- 개운(開運) (1034년)
- 광운(廣運) (1034년 ~ 1036년)
- 대경(大慶) (1036년 ~ 1038년)
- 천수예법연조(天授禮法延祚) (1038년 ~ 1048년)

### 베트남
- 티엔타인(天成) (1028년 ~ 1034년)
- 통투이(通瑞) (1034년 ~ 1039년)

### 일본
- 조겐(長元) (1028년 ~ 1037년)
- 조랴쿠(長曆) (1037년 ~ 1040년)

## 같이 보기
- 중국의 연호 목록